# Српска национална академија у Канади
Српска национална академија у Канади (енгл. Serbian Heritage Academy of Canada) је непрофитна организација са седиштем у Торонту. Основана је 1981. и следеће године је регистрована као хуманитарна организација.
Оснивачи и први чланови одбора су: адвокат Никола Пашић, библиотекарка Универзитета у Торонту Софија Шкорић, историчар уметности Душан Бијелић, грађевински инжењер Никола Алексејченко и наставник и вице-директор Павле Павловић.

## Циљеви
Српска национална академија у Канади је непрофитна хуманитарна организација која има за циљ да подржи и охрабри активности које се баве важним културним, образовним, историјским и социјалним питањима која се односе на канадско-српске заједнице у Канади и на српску баштину уопште. Прецизније, Српска национална академија у Канади има следеће циљеве:
- да подржи развој српског језика, књижевности, историје, образовања, музике, ликовне уметности и фолклора, укључујући све друге субјекте везане за област хуманистичких и друштвених наука које су везане за српско културно наслеђе;
- да продубљује развој, координацију и финансирање српских студија, истраживања и публикација;
- да помаже успостављању контаката међу научницима, писцима, уметницима и другим стручњацима у области српских студија;
- да организује предавања, конференције, семинаре, радионице, изложбе, концерте и друге културне и образовне активности сличне врсте;
- да објави радове који су вредни за чување и развој српског наслеђа, као и да промовише такве књиге, часописе, литературу, филмове, музику, фолклор и сва друга средства комуникације и информисања;
- да подржи оснивање и развој српских студија на канадским универзитетима и другим образовним установама, а такође и да одржава односе са сличним центрима, институцијама и организацијама ван Канаде, и да помогне у размени ученика и студената;
- да прикупи, очува и учини доступном за употребу писану и усмену историју српског народа;
- да обезбеди краткорочну и дугорочну помоћ, хуманитарну помоћ, као и помоћ имигрантима и новодошлима.[2]

## Историја

### Златно доба (1981—1993)
Никола Пашић и Софија Шкорић били су на челу организације од њеног оснивања 1981. па све до 1993. У овом периоду Академија се стриктно држала принципа постављених приликом њеног оснивања. Због својих разноврсних и различитих студијских програма, вредног рада Управног одбора, као и доприноса од стране многих чланова, Академија је стекла велики углед и кредибилитет широм српске дијаспоре на северноамеричком континенту, а посебно у академским и интелектуалним круговима Канаде и Југославије, и поред тога, велико поштовање Српске православне цркве. Овај период може да се посматра као златно доба Српске националне академије у Канади.
Поред пет чланова оснивача, који су дуго година били део Одбора, на сваком годишњем састанку нови чланови Одбора бирани су демократски. Они су допринели новим идејама и активним радом развоју Академије. Навешћемо само неколико имена: госпођа Роза Сомборац, Гојко Протић, Никола Богдановић, Јана Џелетовић, Раде Додић, др Жика Давидовац, Мирјана Симић, Јелена Петричић, Браца Дивић, др Велимир Ристић, Нада Стегнајић, Гордана Томић и Драган Тодоровић (звани Чарлс Тод).
Академија је имала своје поглавља, чланове и сараднике у четрнаест градова широм Канаде и САД. Гости Академије су врло често били позивани говорници. Чланови, организатори и домаћини су били у Монтреалу: др Димитрије Пивнички, др Јован Цвејић, др Милица Ватић; у Виндзору: Станислава Марковић; у Кливленду: др. Браиниер Симић-Главаски; у Едмонтону: др Милан Димић, Јована Мишић и Бранислав Вилимоновић; у Ванкуверу: Радомир и Нада Путник, и Боба Стефановић; у Сан Франциску: Мома Тасић, Деса Томашевић Вакеман и архијереј Душан Буњевић; у Лос Анђелесу: Лупче и Јованка Радивојевић, Миша и Анкица Милосављевић, Душица Савић-Бенгхиат; у Сан Дијегу: Аца и Данка Пантелић, др Предраг Пецић; у Чикагу: Мики Недић, Саво Ракочевић, проф. Никола Моравчевић и Стево Добријевић; у Милвокију: др Лазар Бркић; у Њујорку: Влада Ађемовић, др Душан Кошевић и Ратко и Мирјана Пићурић; у Вашингтону: Ђорђе и Мира Јовановић, Ружица Поповић и Михајло Буђевац.
Конференције, академска предавања, књижевне вечери, изложбе и концерти су били академског и међународног карактера и привукли су велики број публике. Српска национална академија у Канади је једина организација у дијаспори која је успоставила званичну сарадњу са Српском академијом наука и уметности у Београду. Академик др Предраг Палавестра је био именован за координатора.
Демократија и парламентаризам, међународна научна конференција суспонзорисана од стране Универзитета у Торонту одржана је 1981. поводом стогодишњице од оснивања Српске радикалне странке. Ставила је академију у центар пажње и дала јој академски значај који се одржава у њеним будућим подухватима. Занимљиво је напоменути да су на конференцији били поред познатих историчара: унук Николе Пашића; Милан Ст. Протић, праунук Стојана Протића; престолонаследник Александар Карађорђевић, наследник на српски престо; др Милорад М. Драшковић, директор Института Хувер и син министра Драшковића; гроф Џорџ Игњатијеф, ректор Универзитета у Торонту, унук министра спољних послова Руске Империје, блиског рођака цара Николаја II, који је био и први амбасадор Канаде у Југославији, и гроф Багратион, председник Толстој Фондације.
Следећа конференција организована од стране Академије и организована на Универзитету у Торонту била је посвећена српским песницима Јовану Дучићу и Ђури Јакшићу, српском филологу и оцу српског правописа Вуку Караџићу, Великој сеоби Срба из 1690. године и другим важним историјским и књижевним темама.
Предавања многих истакнутих интелектуалаца, српских академика и професора су организована на Универзитету у Торонту: академик Добрица Ћосић, академик др Војислав Ђурић, академик др Љуба Тадић, академик др Андрија Гамс, академик др Предраг Палавестра, академик Василије Крестић, академик др Димитрије Ђорђевић, професор Универзитета Вадербилт др Алекс Драгнић, академик др Драгољуб Живојиновић, као и др Душан Батаковић, архитекта др Предраг Ристић и многи други. Професори са Универзитета у Торонту, поред професора са америчких универзитета, као што су Џорџ Вид Томашевић, др Џон Лоуд, др Васа Михаиловић, др Гејл Стоукс, др Никола Моравчевић, др Александар Саша Петров, др Желимир Јуричић су такође били гости Академије.
Чланови старијих генерација, који су и сами били историјске личности, као што су Велимир Тошковић из Виндзора и Никола Косић из Милвокија, дали су своје сведочење о почетку Другог светског рата у Југославији. Остали говорници су били филмски и позоришни редитељ проф. Арсеније Јовановић, позоришни редитељ Вида Огњеновић, теолог др Веселин Кесић, истакнути експерт права на Универзитету у Београду проф. др Радослав Стојановић, др Клара Мандић (оснивач Друштва Српско-јеврејског пријатељства), проф др. Живорад Стојковић, др Лазар Бркић, теолог др Станимир Спасовић и црквени великодостојници др Атанасије Јевтић и др Амфилохије Радовић, као и епископ нишки Иринеј (потоњи патријарх српски).
Познати и веома популарни песници и писци из Србије били су гости Српске националне академије у Канади: Матија Бећковић, Рајко Петров Ного, Данко Поповић, Брана Црнчевић, Стеван Раичковић, Момо Капор, Јован Радуловић и др. Неки од њих су продужили своје путовање и посетили српске заједнице у градовима широм Канаде и САД у више наврата.
Наступи великих глумаца из београдских позоришта, Љубе Тадића и Александра Берчека остаће у историји Српске национале академије у Канади као велика уметничка достигнућа. Изложбе, као што су The Serbian national books published in Exile, изложбе фотографија Бориса Спрема, познатог фотографа Торонто стара, Фотографска презентација Канаде кроз очи новог Канађанина и пастели, уметничка дела Александра Петричића били су такође важни уметнички догађаји у режији Српске национале академије у Канади.
Академски пројекат Српске националне академије у Канади, организован са циљем да ода признање канадским медицинским добровољцима у Србији за време Првог светског рата, званично је подржан од стране обе државе, Канаде и Југославије. У сали Зграде медицинских наука на Универзитету у Торонту 11. новембра 1984. године, на Дан сећања, отворена је изложба и бронзана плакета "Хвала вам, Канађани!". Откривена је од стране декана Медицинског, заједно са др Димитријем Пивничким из Монтреала и др Јосифом Дивић из Отаве. Српска национална академија у Канади је добила специјални Цитат од Била Дејвиса, премијера Онтарија, за овај подухват.
Изложба је презентована и у Београду, у Народној библиотеци. Организатори су били господин Фрејзер, амбасадор Канаде у Југославији и Софија Шкорић, аутор изложбе и академске презентације. Изложба је приказана и у другим градовима широм Србије, а у отварању је учествовао и нови канадски амбасадор, господин Џејмс Бисет. Након завршетка турнеје, изложба је поклоњена Музеју Српског лекарског друштва и тада је још и плакета "Хвала Канађани" откривена у Музеју. Специјално признање и медаље добили су организатори као симбол захвалности од стране Друштва потомака Солунских бораца.
Веома успешна мултимедијална манифестација, обележавање годишњице 750 година од смрти Светог Саве, 12. октобра 1985. одржана је на српском и енглеском језику у Рајерсон позоришту у центру Торонта у режији проф Арсенија Јовановића. Ова представа је поновљен у Монтреалу, Виндзору и Чикагу.
Благослов патријарха српског Германа је прочитао епископ нишки Иринеј (Гавриловић). Поздрав су послали или лично доставили епископ канадски Георгије, Мила Малруни, тадашња прва дама Канаде, Ото Јелинек, савезни министар за мултикултурализам, Тони Рупрехт, министар Онтарио без портфеља задужен за особе са инвалидитетом и мултикултурализам, Арт Еглтон, градоначелник Торонта, Елизабет Кишкон, градоначелник града Виндзор, академик Антоније Исаковић, потпредседник Српске академије наука и уметности, као и академик Добрица Ћосић, академик Миодраг Павловић, писац Борислав Михајловић Михиз, песник Љубомир Симовић и владика Атанасије Јевтић.
Након постављања догађаја у Торонту, аранжмани су направљени за песника Матију Бећковића да посети српске заједнице у Канади и САД са циљем прикупљања донација за изградњу Храма Светог Саве на Врачару у Београду, највећу православну цркву у свету. Срби су донирали у то време 350.000 долара. За овај хуманитарни рад Његова Светост српски патријарх Герман одао је признање раду Академије проглашавајући Српску националну академију у Канади "ктитором" (оснивачем) Храма Светог Саве.
На педесетогодишњицу концентрационог логора Јасеновац, одржана је комеморативна академија и промоција публикације о јасеновачким жртава, који је објављен од стране Српске православне цркве 1990. године. Ову Комеморацију је организовала госпођа Нада Стегнајић, која је и сама преживела логор Јасеновац. Иначе, Нада је заслужна за увођење наставе на српском језику у школама Онтарија.
Српска национална академија у Канади превела је и објавила књиге Меше Селимовића, Иве Андрића, проф. Џорџа Вида Томашевића, Негована Рајића, академика Љубе Тадића и Матије Бећковића. Такође, Академија је направила значајан финансијски допринос у објављивању Сабраних дела Јована Дучића, 1989. године, што је уједно и први пут после Другог светског рата да су у Југославији објављени Дучићеви радови.
Значајна финансијска помоћ донирана је 1987. како би се олакшало издавање монументалне књиге "Наслеђа Косова:. Споменици и симболи српског народа". Књига ће представљати "наш посједовни лист за Косово и Метохију", изјавио је у време када је био председник Уређивачког одбора, онда епископ Павле, а касније патријарх српски, како је предвидео догађаје који долазе. Исте године је књигу "Ој давори, ти Косово Равно" изменио песник Рајко Петров Ного и објавила Српска национална академија у Канади.
Значајна књига Срби у Онтарију објављена је 1987. године. Гери Филипс, Министар за држављанство, на посебној промоцији књиге 12. септембра 1988. године, прогласио да је ово најбоља публикација које је његово министарство и финансијски подржало.
Бројна предавања и промоције разних српских публикација у организацији Академије привукли су публику и повећали чланства Српске националне академије у Канади. Велики број Срба у Торонту и околини су увек били спремни да раде за организацију, као и да обезбеде донације. Неки од пројеката су били субвенционирани од стране владе Онтарија, док је друге Универзитет у Торонту званично подржао и учествовао у свим манифестацијама које су се одржавале на Универзитету. Многе догађаје отворили су Џорџ Игњатијеф, универзитетски канцелар или др Глеб Жекулин, директор Центра за руске и источноевропске европске студије.
Српска национална академија у Канади позивала је у госте најпопуларније писце, српске дисиденте, који су храбро дизали глас захтевајући своја људска права и слободу говора у тим познатим јавним расправама које су се одржавале у Француској улици број 7 у Београду, у дому Удружења српских писаца. Они су долазили, састали се и упознали наше људе, а по повратку у домовину били су у стању да усмено и у својим списима посведоче о правом ставу српских емиграната у Канади.

### Центар за новодошле (1993—2000)
Други период у развоју Српске националне академије у Канади могао би се назвати Српским центром за новодошле. Трагедија која је погодила српски народ ратом у Југославији утицала је и на Србе у дијаспори. Срби коју су били протерани са вековних огњишта њихових предака почели су да пристижу у Канаду. Неки од чланова Српске академије дошли су на идеју да овим избеглицама треба пружити добродошлицу и помоћ како би лакше превазишли шок и трауме и како би се интегрисали у канадско друштво. Академија се ставила на располагање овим људима пружајући им виталне информације, преводила и оверавала документа, упућивала их разним владиним службама које су им доступне, припремала их за интервјуе за посао, као и помагала да нађу одговарајући посао. Академија није могла да уради много више, јер није био подешена за такве функције нити је имала расположиве ресурсе и одговарајуће услове за такав хуманитарни рад. Било је неопходно да Академија формално ревидира своје оснивачке циљеве и задатке додавањем нове клаузуле, да се стави на располагање као сервис за пријем имиграната.
Влада Онтарија је обезбедила донацију од 150.000 долара да би омогућила Академији куповину зграде, која је прилагођена као "Центар за новодошле", под условом да Српска национална академија у Канади допринесе 25% капитала и обавезу за волонтерски рад у наредних десет година. Други услов је био да Српска национална академија у Канади обезбеди за имигранте услуге дневно од 9 до 17 часова, пет дана у недељи. Овај веома одговоран и захтеван посао није оставио много времена за особље академије да се посвети културним програмима, као што је радила у претходном периоду.
Анализирајући активности Академије за овај период мора се закључити да је Одбор Академије препустио своје културне активности друштвима са којима је у савезу повремено сарађивао као што су књижевно друштво "Десанка Максимовић", Удружење дипломаца београдског Универзитета "Сингидунум", и историјско друштво "Препород".
Како је Академија променила свој профил, престала је да буде магнет који је некад била за своје чланство. Оно што је их је привлачило била је способност Академије да задовољи њихове интелектуалне и културне победе, а не њен хуманитарни рад. Када је то нестало њихов интерес је слабио и престајали су да обнављају своје годишње чланство. С друге стране, Одбор Академије није успео да пронађе замене међу хиљадама новодошлих који су користили услуге које је Академија пружала по њиховом доласку у Канаду. Софија Шкорић, који је некада била духовни покретач Академије, постала је заокупљена другим пројектима и активностима, али је ипак наставила да промовише српску културу на Универзитету у Торонту, организовањем предавања и експонате на ћирилици, промоцијом Иве Андрића, добитника Нобелове награде, осамстогодишњице манастира Хиландар, и друго. Стално је широм отварала врата Универзитетске библиотеке за госте "Десанке Максимовић" кад год је то било тражено. Дугогодишњи председник Академије, веома поштовани Никола Пашић, поднео је оставку 1994. Др Десанка Крстић изабрана је за новог председника, али је остала на функцији само једну годину. Драгомир (звани Коча) Радојковић, изабран је 1995. године и остао на том положају до 2013. године; ретко је позивао годишње састанке или одржавао изборе Одбора.
Центар је функционисао захваљујући, пре свега, армији волонтера који су свакодневно служили у центру, и који сматрали то као своју патриотску дужност, и такође је функционисао зато што је Влада пружала неку финансијску помоћ. Поменимо само неколико волонтера који заслужују нашу посебну поштовање Петар и Савета Милојевић, Билка Мироновић, Милена Милошевић, Каћа Лазаревић, Сузана Смит, Анђа Степановић, Зорица Радишић, Мирјана Матејић, Катарина Костић и друге.
До 2000. године талас нових имиграната се смањивао и канадска влада је прекинула финансијске субвенције Центру за новодошле. Сходно томе, Центар је морао да се затвори и Академија се суочавала са тешким финансијским проблемима. Управни одбор је донео одлуку да изнајми просторије како би били у стању да задрже зграду.

### Успавано доба (2000—2013)
Период од 2000. до фебруара 2013. може се окарактерисати као време скоро без икаквих активности. Одбор који није успео да сазове редовно годишње седнице чланства није се променио од 1995. Претходни чланови су се у највећем делу дистанцирали, док сам Одбор није имао жељу, знање или енергију за оживљавање Академије. Тако је организација постојала само на папиру без значајних догађаја, без буџета и практично без свог објекта, који је био закупљен. Поставило се легитимно питање: за кога и са којом сврхом постоји таква организација која носи назив српски?

### Обнова (2013—данас)
Првобитни оснивачи, знатан број старих чланова као и неке новајлије, интелектуалци који су ценили важност и улогу културе у очувању етно-културног идентитета Срба у дијаспори, одлучили су у децембру 2009. да започну акцију оживљавања Српске националне академије у Канади.
Процес је био дуг и болан, постојећи Одбор одбијао је да се одрекне моћи. Борба између две стране упорно је трајала до 3. фебруара 2013. године када је коначно на годишњем састанку чланство на демократски начин изабрало потпуно нови Управни одбор, који се састоји од: Софија Шкорић, председнице; Мира Микетића, потпредседника; Рајка Радојевића, генералног секретара; Дејана Милићевића, благајника; и чланова: Драгана Бабић, (реновирање); Др Радомир Батуран (објављивање); Драгица Браунштајн (литература); Катарина Костић (медији); и Ђуро Лубарда (члан).
Нови одбор одмах је прогласио враћање на првобитне циљеве и задатке Академије, односно да се сачува српско наслеђе, да промовише српску културу, да развију посебан однос са српским народом у матичној земљи, и да гаје добро држављанство у Канади како доликује Канађанима.
Примери обновљених активности Српске националне академије у Канади су изложбе у њеним просторијама: ликовне уметности, о текућим догађајима итд.